# 八十村路通
八十村 路通（やそむら ろつう、慶安2年（1649年）頃 - 元文3年7月14日（1738年8月28日）頃）は、江戸時代前期から中期にかけての俳人、近江蕉門。

## 芭蕉との出会い
『蕉門頭陀物語』によれば、芭蕉が草津・守山の辺で出会った乞食が路通である。乞食が和歌を楽しなむとの話に、芭蕉は一首を求め「露と見る 浮世の旅の ままならば いづこも草の 枕ならまし」と乞食が詠んだ所、芭蕉は大変感心し、俳諧の道を誘い師弟の契りを結び、路通（又は露通）の号を乞食に与えた。

## 出自
路通の出自については、『猿蓑逆志抄』において「濃州の産で八十村（やそむら、又ははそむら）氏」、また『俳道系譜』においても「路通、八十村氏、俗称與次衛門、美濃人、大阪に住む」と記されている。また、『芭蕉句選拾遺』において路通自ら「忌部（いんべ）伊紀子」と、『海音集』では「斎部（いんべ）老禿路通」と記している。出生地についても、「美濃」から「大阪」、「京」、「筑紫」、「近江大津の人で三井寺に生まれる」と様々な説がある。森川許六による『風俗文選・作者列伝』に記されている通り「路通はもと何れの所の人なるか知らず」路通は漂泊者であり、近江の草津・守山辺りで芭蕉と出会ったと多くの書が示していることだけが事実と確認できる。

## 生涯
路通は芭蕉との出会いの後江戸深川の採荼庵に芭蕉を訪ねたとされ、『笈日記』によれば元禄元年（1688年）9月10日江戸素堂亭で催された「残菊の宴」、それに続く「十三夜」に宝井其角・服部嵐雪・越智越人等と共に参加していることが、路通が記録された最初の資料とされる。また、句が初めて見えるのは元禄2年（1689年）の『廣野』からで、元禄3年（1690年）『いつを昔』にも句が載っている。
元禄2年3月27日（新暦1689年5月16日）芭蕉が河合曾良を伴い「奥の細道」の旅に出ると、路通も漂泊の旅に出て近江湖南周辺を彷徨い、越前敦賀に旅より戻った芭蕉を迎え、大垣まで同道したとされる。芭蕉が故郷伊賀に帰ると、路通は住吉神社に千句奉納を行い近畿周辺を彷徨った後、元禄3年（1690年）には大津に出てきた芭蕉の下で濱田洒堂との唱和を行った。その直後、師の辿った細道を自ら踏むため旅立ち、出羽等に足跡を残し、同年11月江戸に戻ると俳諧勧進を思い立ち翌元禄4年（1691年）5月『勧進帳』初巻を刊行した（初巻のみで終わる）。『勧進帳』の内容は選集として一流と言え、同じ元禄4年（1691年）の『百人一句』に江戸にて一家を成せる者として季吟・其角・嵐雪等と共に路通の名があり、俳壇的地位は相応に認められていた。ただ『勧進帳』において「一日曲翠を訪い、役に立たぬことども言いあがりて心細く成行きしに」と言い、また元禄4年（1691年）7月刊行された『猿蓑』において「いねいねと 人に言われつ 年の暮」と詠むなど、蕉門において疎まれていたことが窺える。『勧進帳』出版の前からその年の秋にかけ、路通は芭蕉と京・近江を行き来し寝食を共にしていたところ、向井去来の『旅寝論』によれば「猿蓑撰の頃、越人はじめ諸門人路通が行跡を憎みて、しきりに路通を忌む」、越人は「思うに路通に悪名つけたるは却って貴房（支考）と許六なるべし」と語っている。許六は『本朝列伝』において、路通のことを「その性軽薄不実にして師の命に長く違う」と記している。
元禄6年（1693年）2月の芭蕉から曲翠宛の手紙において、路通が還俗したことが記され「以前より見え来ることなれば驚くにたらず」と述べ、また『歴代滑稽傳』に勘当の門人の一人として路通が記されるに到っている。その後、路通は悔い改めるべく三井寺に篭もったとされる。元禄7年10月12日（新暦1694年11月28日）芭蕉の臨終に際して、芭蕉は去来に向かい「自分亡き後は彼（路通）を見捨てず、風雅の交わりをせらるるよう、このこと頼み置く」と申し添え破門を解いた。
芭蕉死後、路通は俳諧勧進として加賀方面に旅に出、また『芭蕉翁行状記』を撰び師の一代記と17日以降77日までの追善句を収め元禄8年（1695年）に出版した。元禄12年（1699年）より数年、岩城にて内藤露沾の下にて俳諧を行い、宝永元年（1704年）冬には京・近江に戻り、晩年享保末年頃大阪に住んでいたと伝えられる。路通の死亡日時は元文3年7月14日（新暦1738年8月28日）と言う説があるが、定かではない。

## 著作
著作
「俳諧勧進帳 月山発句会」
「芭蕉翁行状記」
代表作（句）
肌の良き 石にねむらん 花の山（いつを昔）
残菊は まことの菊の 終わりかな（元禄元年残菊の宴）
はつ雪や 先草履にて 隣まで（あら野）
元朝や 何となけれど 遅ざくら（あら野）
芦の穂や まねく哀れより ちるあはれ（あら野）
日にたつや 海青々と 北の秋（越前敦賀にて師を迎え）
名月や 衣の袖を ひらつかす（勧進帳）
射らぬなよ 那須の野の鶉 十ばかり（勧進帳）
鳥共も 寝入てゐるか 余吾の海（猿蓑）
芭蕉葉は何になれとや秋の風（猿蓑）
この陰や 雀も屈む さくら麻（露沾集）
白壁の 日はうはつらに 秋よさて（土大根）
つつくりと 物言わぬ日も 桜花（桃舐）
ほととぎすに 口きかせけり 梅の花（桃舐）